# Pierre Lellouche
Pierre Lellouche (ur. 3 maja 1951 w Tunisie) – francuski polityk, parlamentarzysta, od 2009 do 2012 sekretarz stanu w drugim i trzecim rządzie François Fillona.

## Życiorys
Absolwent Université de Paris X i Instytutu Nauk Politycznych w Paryżu, uzyskał następnie stopień doktora nauk prawnych na Uniwersytecie Harvarda. Praktykował jako prawnik, w 1979 był wśród założycieli Francuskiego Instytutu Stosunków Międzynarodowych (Institut français des relations internationales). Publikował felietony m.in. w "Newsweeku", "Le Figaro" i "Le Point".
Należał do gaullistowskiego Zgromadzenia na rzecz Republiki, w 2002 przystąpił z tym ugrupowaniem do Unii na rzecz Ruchu Ludowego. W 1993 po raz pierwszy uzyskał mandat posła do Zgromadzenia Narodowego z Val-d'Oise. W 1997, 2002 i 2007 z powodzeniem ubiegał się o reelekcję w jednym z okręgów Paryża. Od 1995 był radnym Cannes, w 2001 zasiadł w paryskiej radzie miasta. W latach 2004–2006 przewodniczył Zgromadzeniu Parlamentarnemu NATO.
23 czerwca 2009, po rekonstrukcji rządu François Fillona, objął stanowisko sekretarza stanu ds. integracji europejskiej, rezygnując w konsekwencji z mandatu poselskiego. W trzecim gabinecie tego samego premiera, 14 listopada 2010, powołany na sekretarza stanu ds. handlu zagranicznego. Funkcję tę pełnił do 15 maja 2012. W wyborach parlamentarnych w tym samym roku po raz kolejny wybrano go na deputowanego.